# Dyschoriste humilis
Dyschoriste humilis är en akantusväxtart som beskrevs av Gustav Lindau. Dyschoriste humilis ingår i släktet Dyschoriste och familjen akantusväxter. Inga underarter finns listade i Catalogue of Life.

## Bildgalleri

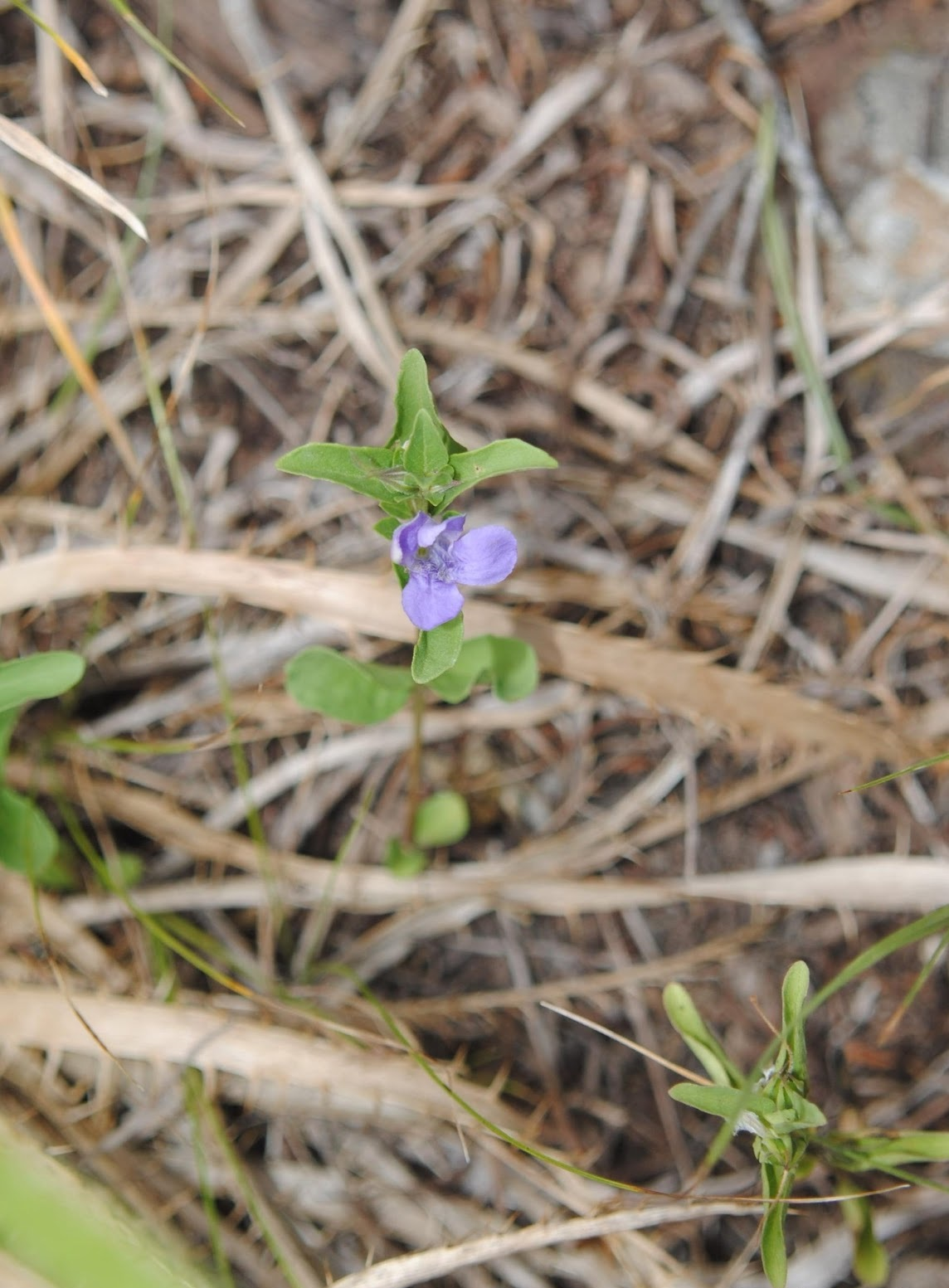
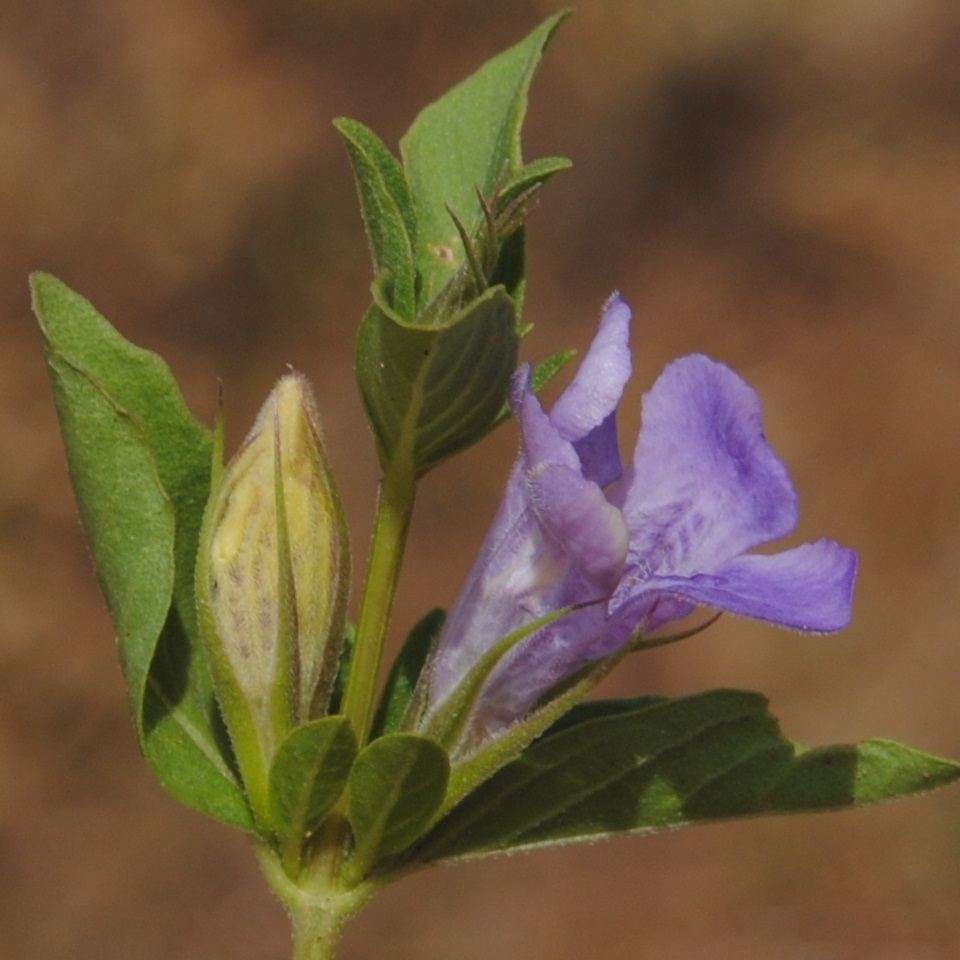